# Écommoy
Écommoy és un municipi francès situat al departament del Sarthe i a la regió de País del Loira. L'any 2007 tenia 4.621 habitants.

## Demografia

### Població
El 2007 la població de fet d'Écommoy era de 4.621 persones. Hi havia 1.924 famílies de les quals 566 eren unipersonals (222 homes vivint sols i 344 dones vivint soles), 657 parelles sense fills, 574 parelles amb fills i 127 famílies monoparentals amb fills.
La població ha evolucionat segons el següent gràfic:
Habitants censats

### Habitatges
El 2007 hi havia 2.131 habitatges, 1.950 eren l'habitatge principal de la família, 58 eren segones residències i 123 estaven desocupats. 1.833 eren cases i 288 eren apartaments. Dels 1.950 habitatges principals, 1.300 estaven ocupats pels seus propietaris, 624 estaven llogats i ocupats pels llogaters i 26 estaven cedits a títol gratuït; 41 tenien una cambra, 166 en tenien dues, 349 en tenien tres, 494 en tenien quatre i 900 en tenien cinc o més. 1.417 habitatges disposaven pel capbaix d'una plaça de pàrquing. A 838 habitatges hi havia un automòbil i a 845 n'hi havia dos o més.

### Piràmide de població
La piràmide de població per edats i sexe el 2009 era:
| Homes | Edats   | Dones |
| ----- | ------- | ----- |
| 0     | 95 o +  | 16    |
| 8     | 90 a 94 | 56    |
| 24    | 85 a 89 | 104   |
| 36    | 80 a 84 | 56    |
| 84    | 75 a 79 | 152   |
| 128   | 70 a 74 | 116   |
| 116   | 65 a 69 | 144   |
| 88    | 60 a 64 | 96    |
| 84    | 55 a 59 | 52    |
| 140   | 50 a 54 | 152   |
| 132   | 45 a 49 | 104   |
| 136   | 40 a 44 | 172   |
| 168   | 35 a 39 | 136   |
| 116   | 30 a 34 | 140   |
| 160   | 25 a 29 | 164   |
| 100   | 20 a 24 | 116   |
| 144   | 15 a 19 | 168   |
| 156   | 10 a 14 | 148   |
| 120   | 5 a 9   | 136   |
| 104   | 0 a 4   | 64    |

## Economia
El 2007 la població en edat de treballar era de 2.802 persones, 2.009 eren actives i 793 eren inactives. De les 2.009 persones actives 1.821 estaven ocupades (957 homes i 864 dones) i 188 estaven aturades (86 homes i 102 dones). De les 793 persones inactives 357 estaven jubilades, 226 estaven estudiant i 210 estaven classificades com a «altres inactius».

### Ingressos
El 2009 a Écommoy hi havia 1.956 unitats fiscals que integraven 4.670 persones, la mediana anual d'ingressos fiscals per persona era de 16.834 €.

### Activitats econòmiques
Dels 193 establiments que hi havia el 2007, 6 eren d'empreses alimentàries, 1 d'una empresa de fabricació de material elèctric, 11 d'empreses de fabricació d'altres productes industrials, 23 d'empreses de construcció, 52 d'empreses de comerç i reparació d'automòbils, 12 d'empreses de transport, 11 d'empreses d'hostatgeria i restauració, 16 d'empreses financeres, 12 d'empreses immobiliàries, 22 d'empreses de serveis, 17 d'entitats de l'administració pública i 10 d'empreses classificades com a «altres activitats de serveis».
Dels 61 establiments de servei als particulars que hi havia el 2009, 1 era una oficina d'administració d'Hisenda pública, 1 gendarmeria, 1 oficina de correu, 7 oficines bancàries, 1 funerària, 5 tallers de reparació d'automòbils i de material agrícola, 1 taller d'inspecció tècnica de vehicles, 2 autoescoles, 7 paletes, 4 guixaires pintors, 4 fusteries, 3 lampisteries, 2 electricistes, 1 empresa de construcció, 4 perruqueries, 2 veterinaris, 8 restaurants, 5 agències immobiliàries, 1 tintoreria i 1 saló de bellesa.
Dels 27 establiments comercials que hi havia el 2009, 1 era un hipermercat, 3 supermercats, 1 una gran superfície de material de bricolatge, 1 una botiga de menys de 120 m², 3 fleques, 4 carnisseries, 1 una llibreria, 3 botigues de roba, 2 sabateries, 1 una botiga d'electrodomèstics, 1 una botiga de mobles, 1 un drogueria, 1 una perfumeria, 1 una joieria i 3 floristeries.
L'any 2000 a Écommoy hi havia 56 explotacions agrícoles que ocupaven un total de 765 hectàrees.

## Equipaments sanitaris i escolars
El 2009 hi havia 2 farmàcies i 1 ambulància.
El 2009 hi havia 1 escola maternal i 2 escoles elementals. Écommoy disposava d'un col·legi d'educació secundària amb 571 alumnes.

## Poblacions més properes
El següent diagrama mostra les poblacions més properes.